# Elephantomyia juquiensis
Elephantomyia juquiensis är en tvåvingeart som beskrevs av Alexander 1945. Elephantomyia juquiensis ingår i släktet Elephantomyia och familjen småharkrankar. Inga underarter finns listade i Catalogue of Life.